# Mabiza pulchra
Mabiza pulchra är en insektsart som beskrevs av Bo Tjeder och Christer Hansson 1992. Mabiza pulchra ingår i släktet Mabiza och familjen fjärilsländor. Inga underarter finns listade i Catalogue of Life.